# Paranas
Paranas (Bayan ng Paranas) är en kommun i Filippinerna. Kommunen tillhör provinsen Samar och ligger på ön med samma namn. Folkmängden uppgår till 27 926 invånare.

## Barangayer
Paranas är indelat i 44 barangayer.
| - Anagasi - Apolonia - Bagsa - Balbagan - Bato - Buray (Binogho) - Cantaguic - Cantao-an - Cantato (Canturab) - Casandig I - Concepcion - Jose Roño - Cawayan - Lawaan I - Lipata | - Lokilokon - Mangcal - Maylobe - Minarog - Nawi - Pabanog - Paco - Pagsa-ogan - Pagsanjan (Pagsan-an) - Patag - Pequit - Poblacion 1 - Poblacion 2 - Poblacion 3 - Poblacion 4 | - Poblacion 5 - Poblacion 6 - Salay - San Isidro - Santo Niño - Sulopan - Tabucan - Tapul - Tenani - Tigbawon - Tula - Tutubigan - Casandig II - Lawaan II |